# Rezy (rejon solecznicki)
Rezy (lit. Rėžiai) − wieś na Litwie, w gminie rejonowej Soleczniki, 2 km na zachód od Butrymańców, zamieszkana przez 86 ludzi. Przed II wojną światową w Polsce, w powiecie lidzkim województwa nowogródzkiego.